# (13151) Polino
(13151) Polino es un asteroide perteneciente al cinturón de asteroides, descubierto el 22 de julio de 1995 por Giampiero Iatteri desde el Observatorio Polino, Polino, Italia.

## Designación y nombre
Designado provisionalmente como 1995 OH. Fue nombrado por Polino, un pueblo típico con unos 250 habitantes, es el municipio más pequeño de Italia. Se eleva a 836 m sobre el nivel del mar en la provincia de Terni, Umbría, dominado por una antigua torre poligonal en una zona de bosques y pastos. En 1248 el Papa Inocencio IV lo concedió al ducado de Spoleto.

## Características orbitales
Polino está situado a una distancia media del Sol de 2,314 ua, pudiendo alejarse hasta 2,799 ua y acercarse hasta 1,829 ua. Su excentricidad es 0,210 y la inclinación orbital 4,452 grados. Emplea 1285,51 días en completar una órbita alrededor del Sol.

## Características físicas
La magnitud absoluta de Polino es 14,86.